# Bahnstrecke Randers–Aarhus
| |                       |                                                     |                                                     |
| Streckennummer: | Banedanmark 23        |                                                     |                                                     |
| Kursbuchstrecke: | DSB 70                |                                                     |                                                     |
| Streckenlänge: | 59,2 km               |                                                     |                                                     |
| Spurweite: | 1435 mm (Normalspur)  |                                                     |                                                     |
| Maximale Neigung: | 3 ‰                   |                                                     |                                                     |
| Streckengeschwindigkeit: | max. 180 km/h         |                                                     |                                                     |
| Zugbeeinflussung: | ETCS ab 27. Juli 2024 |                                                     |                                                     |
| Zweigleisigkeit: | Randers–Aarhus        |                                                     |                                                     |
| |                       |                                                     |                                                     |
| \| \| \| Bahnstrecke Randers–Aalborg von Aalborg \| \| \| \| \| Streckenführung bis 1936 \| \| \| \| 167,7 \| Randers \| Randers \| \| \| \| Bahnstrecke Randers–Hadsund nach Hadsund \| \| \| \| \| Randers Havnebane \| \| \| \| \| Randers-Ryomgård-banen (bis 22. Januar 1991) \| \| \| \| 166,7 \| Gudenå \| Gudenå \| \| \| \| Randers-Ryomgård-banen (ab 22. Januar 1991) \| \| \| \| \| Gudenå \| \| \| \| \| Streckenführung bis 1936 \| \| \| \| 161,0 \| Stevnstrup (bis 1972 Pers.-Halt) \| Stevnstrup (bis 1972 Pers.-Halt) \| \| \| \| Bahnbetriebswerk \| \| \| \| 154,3 \| Langå \| Langå \| \| \| \| Bahnstrecke Langå–Bramming nach Bramming \| \| \| \| \| Streckenführung bis 1944 \| \| \| \| \| Gudenå \| \| \| \| \| Lilleå \| \| \| \| ~152 \| Streckenführung bis 1944 \| Streckenführung bis 1944 \| \| \| 151,0 \| Laurbjerg (Bahnhof bis 1972, Hst. 1982 stillgelegt) \| Laurbjerg (Bahnhof bis 1972, Hst. 1982 stillgelegt) \| \| \| \| Bahnstrecke Langå–Silkeborg nach Silkeborg \| \| \| \| 146,1 \| Lerbjerg (Bahnhof bis 1972, Hst. 1977 stillgelegt) \| Lerbjerg (Bahnhof bis 1972, Hst. 1977 stillgelegt) \| \| \| 141,2 \| Hadsten \| Hadsten \| \| \| 131,7 \| Hinnerup (bis 1979, 1994 wieder eröffnet) \| Hinnerup (bis 1979, 1994 wieder eröffnet) \| \| \| 127,6 \| Søften (bis 1963) \| Søften (bis 1963) \| \| \| 122,4 \| Mundelstrup (bis 1978 Pers.-Halt) \| Mundelstrup (bis 1978 Pers.-Halt) \| \| \| 117,0 \| Aarhus Logistikparken \| Aarhus Logistikparken \| \| \| 115,2 \| Brabrand (früher Pers.-Halt) \| Brabrand (früher Pers.-Halt) \| \| \| \| Bahnbetriebswerk Århus \| \| \| \| \| Bahnstrecke Fredericia–Aarhus von Fredericia \| \| \| \| \| \| \| \| \| 108,5 \| Århus H / Århus G (1927) \| Århus H / Århus G (1927) \| \| \| \| Hafenbahn Århus \| \| \| \| \| Grenaabanen \| \| \| \| \| \| \| \| Quellen: [3] \| \| \| \| |                       |                                                     |                                                     |
| Strecke |                       | Bahnstrecke Randers–Aalborg von Aalborg             | Bahnstrecke Randers–Aalborg von Aalborg             |
| Strecke von links (außer Betrieb) · Abzweig geradeaus und ehemals von rechts |                       | Streckenführung bis 1936                            | Streckenführung bis 1936                            |
| Strecke (außer Betrieb) · Bahnhof | 167,7                 | Randers                                             | Randers                                             |
| Strecke (außer Betrieb) · Abzweig geradeaus und nach links |                       | Bahnstrecke Randers–Hadsund nach Hadsund            | Bahnstrecke Randers–Hadsund nach Hadsund            |
| Strecke (außer Betrieb) · Abzweig geradeaus und nach links |                       | Randers Havnebane                                   | Randers Havnebane                                   |
| Strecke (außer Betrieb) · Abzweig geradeaus und ehemals nach links |                       | Randers-Ryomgård-banen (bis 22. Januar 1991)        | Randers-Ryomgård-banen (bis 22. Januar 1991)        |
| Strecke (außer Betrieb) · Brücke über Wasserlauf | 166,7                 | Gudenå                                              | Gudenå                                              |
| Strecke (außer Betrieb) · Abzweig geradeaus und nach links |                       | Randers-Ryomgård-banen (ab 22. Januar 1991)         | Randers-Ryomgård-banen (ab 22. Januar 1991)         |
| Strecke (außer Betrieb) · Brücke über Wasserlauf |                       | Gudenå                                              | Gudenå                                              |
| Strecke nach links (außer Betrieb) · Abzweig geradeaus und ehemals von rechts |                       | Streckenführung bis 1936                            | Streckenführung bis 1936                            |
| ehemalige Blockstelle | 161,0                 | Stevnstrup (bis 1972 Pers.-Halt)                    | Stevnstrup (bis 1972 Pers.-Halt)                    |
| Abzweig geradeaus und ehemals von links |                       | Bahnbetriebswerk                                    | Bahnbetriebswerk                                    |
| Bahnhof | 154,3                 | Langå                                               | Langå                                               |
| Abzweig geradeaus und ehemals nach rechts |                       | Bahnstrecke Langå–Bramming nach Bramming            | Bahnstrecke Langå–Bramming nach Bramming            |
| Abzweig geradeaus und ehemals nach links · Strecke von rechts (außer Betrieb) |                       | Streckenführung bis 1944                            | Streckenführung bis 1944                            |
| Brücke über Wasserlauf · Brücke über Wasserlauf (Strecke außer Betrieb) |                       | Gudenå                                              | Gudenå                                              |
| Brücke über Wasserlauf · Strecke (außer Betrieb) |                       | Lilleå                                              | Lilleå                                              |
| Abzweig geradeaus und ehemals von links · Strecke nach rechts (außer Betrieb) | ~152                  | Streckenführung bis 1944                            | Streckenführung bis 1944                            |
| ehemaliger Bahnhof | 151,0                 | Laurbjerg (Bahnhof bis 1972, Hst. 1982 stillgelegt) | Laurbjerg (Bahnhof bis 1972, Hst. 1982 stillgelegt) |
| Abzweig geradeaus und ehemals nach rechts |                       | Bahnstrecke Langå–Silkeborg nach Silkeborg          | Bahnstrecke Langå–Silkeborg nach Silkeborg          |
| ehemaliger Bahnhof | 146,1                 | Lerbjerg (Bahnhof bis 1972, Hst. 1977 stillgelegt)  | Lerbjerg (Bahnhof bis 1972, Hst. 1977 stillgelegt)  |
| Bahnhof | 141,2                 | Hadsten                                             | Hadsten                                             |
| Bahnhof | 131,7                 | Hinnerup (bis 1979, 1994 wieder eröffnet)           | Hinnerup (bis 1979, 1994 wieder eröffnet)           |
| ehemaliger Haltepunkt / Haltestelle | 127,6                 | Søften (bis 1963)                                   | Søften (bis 1963)                                   |
| Dienststation / Betriebs- oder Güterbahnhof | 122,4                 | Mundelstrup (bis 1978 Pers.-Halt)                   | Mundelstrup (bis 1978 Pers.-Halt)                   |
| Dienststation / Betriebs- oder Güterbahnhof | 117,0                 | Aarhus Logistikparken                               | Aarhus Logistikparken                               |
| Dienststation / Betriebs- oder Güterbahnhof | 115,2                 | Brabrand (früher Pers.-Halt)                        | Brabrand (früher Pers.-Halt)                        |
| Abzweig geradeaus und nach links |                       | Bahnbetriebswerk Århus                              | Bahnbetriebswerk Århus                              |
| Abzweig geradeaus und von rechts |                       | Bahnstrecke Fredericia–Aarhus von Fredericia        | Bahnstrecke Fredericia–Aarhus von Fredericia        |
| Abzweig geradeaus und nach links · Strecke von rechts |                       |                                                     |                                                     |
| Bahnhof · Betriebs-/Güterbahnhof Streckenende | 108,5                 | Århus H / Århus G (1927)                            | Århus H / Århus G (1927)                            |
| Abzweig geradeaus und nach links |                       | Hafenbahn Århus                                     | Hafenbahn Århus                                     |
| Strecke |                       | Grenaabanen                                         | Grenaabanen                                         |
| |                       |                                                     |                                                     |
| Quellen: |                       |                                                     |                                                     |

Die Bahnstrecke Randers–Aarhus ist eine Eisenbahnstrecke in Dänemark, die Aarhus mit Randers in Jütland verbindet. Die Strecke ist durchgehend zweigleisig ausgebaut. Die am 2. September 1862 eingeweihte Strecke war die erste Strecke in Jütland und ist Teil der Østjyske længdebane (deutsch Ostjütländische Längsbahn), die im Sprachgebrauch nur Længdebane genannt wird.

## Geschichte
Im Februar 1859 erhielt das Konsortium Peto, Brassey and Betts eine Konzession, eine Bahnstrecke Aarhus–Langå–Randers mit der Zweiglinie von Langå nach Struer zu bauen. Die Bauarbeiten begannen im Herbst 1859. Die Grundlage für den Bau wurde am 18. Dezember 1860 geändert, als der Staat einen neuen Vertrag mit dem Konsortium schloss. Danach übernahm der Staat die Strecken, für die das Konsortium eine Konzession hatte. Dafür erhielt das Konsortium weitere Bauaufträge für Bahnstrecken in Jütland und Fünen. Dies wurde im Gesetz vom 10. März 1861 verankert.

## Bahnprojekte zwischen Aarhus und Randers
1862 folgte die Bahnstrecke drei Flusstälern: dem Tal der Aarhus Å, dem Tal der Lilleå und dem Tal der Gudenå. Dies bedeutete einen Umweg von etwa 15 Kilometern gegenüber der direkten Linie zwischen den beiden Städten, die Züge nach Randers von Aarhus fahren zuerst nach Südwesten. Deshalb gab es immer wieder Überlegungen, einen direkteren Weg zu nehmen.
1885 skizziert Ingenieur Holger Hammerich einen Plan, den Hauptbahnhof von Aarhus in einen Durchgangsbahnhof umzubauen, um die Længdebane am Hafen vorbei nach Aarhus Østbanegård und von dort nach Randers zu führen.
1890 schlug Konsul Steenberg, der am Bau der Vendsysselbane beteiligt war, den Bau einer Schmalspurbahn von Randers vorbei an Clausholm und Hornslet nach Mørke an der Grenaabane vor. Die Sachkundigen des Staates glaubten nicht an den Erfolg einer Schmalspurbahn. 1899 wurde bei Sitzungen in Todbjerg und Lihme ein Vorschlag für die Normalspur-Strecke zwischen Hjortshøj an der Grenaabane und dem Bahnhof Strømmen in Randers ausgearbeitet. Der Vorschlag scheiterte an Meinungsverschiedenheiten über die Ausführung.
1904 begann eine Kommission, Pläne für die Aarhus–Randers Elektriske Jernbane auszuarbeiten, die im großen Eisenbahngesetz vom 27. Mai 1908 zusammen mit acht anderen elektrischen Bahnen beschlossen wurde. Keine von ihnen wurden als elektrische Bahn realisiert. Die Aarhus–Randers Jernbane war diejenige, deren Planungen am weitesten fortschritten, da zunächst die DSB um das Projekt kämpfte. DSB befürchtete Konkurrenz durch die elektrische Bahn, stellte bei den Konzessionsverhandlungen viele Fragen über das Projekt und versuchte vergeblich, einen Passus in den Vertrag einzubringen, der der neuen elektrischen Bahn den Güterverkehr nur zwischen den Unterwegsbahnhöfen dieser Strecke, jedoch nicht zwischen den Endstationen in Aarhus und Randers erlauben sollte.
Schließlich spielte DSB die Trumpfkarte, mit der das Projekt der elektrischen Bahn gestoppt wurde: DSB würde eine Staatsbahn bauen, die praktisch die gleiche Route wie die elektrische Bahn direkt zwischen Aarhus und Randers befahren würde und nur 44,5 Kilometer lang sollte. Gleichzeitig sollten Aarhus H und Randers keine Kopfbahnhöfe für diese Strecke mehr sein, wo die Züge ihre Richtung ändern mussten.
Von Aarhus H sollte die Østjyske længdebane auf einem Bahndamm nach Aarhus Østbanegård fortgeführt werden – wie von Holger Hammerich schon 1885 vorgeschlagen – und weiter entlang der Grenaabane an Risskov holdeplads vorbeiführen. Von hier bis Randers wollte die Staatsbahn fünf Bahnhöfe errichten: Vejlby, Hårup, Halling, Voldum und Ølst. In Randers sollte die Strecke über eine neue Brücke über die Gudenå führen und von Südosten in den dortigen Bahnhof führen.
Die neue Staatsbahn sollte zweigleisig gebaut werden, so dass auf den dringend nötigen Bau eines zweiten Gleises auf der alten Strecke über Langå verzichtet werden könnte. Die Bahnstrecke Langå–Struer sollte in Randers an die Østjyske længdebane angeschlossen werden. Dadurch würde die Streckenführung nach Aarhus zehn Kilometer verlängert. Im Gegenzug wäre eine Richtungsänderung in Langå nicht mehr notwendig, ebenso wie in Randers, da die Strecke von Langå in Randers aus Westen in den Bahnhof geführt werden konnte.
Die neue Aarhus–Randers–bane wurde mit dem Gesetz vom 20. März 1918 beschlossen. Die Streckenführung wurde im August 1921 ausgesteckt, jedoch 1922 weigerte sich das Folketing, die entsprechenden Mittel für das Projekt bereitzustellen. Während der weiteren Planungen kam die Angst vor der Konkurrenz des Autos auf und der Bau wurde nicht begonnen.

## Randers wird Durchgangsbahnhof

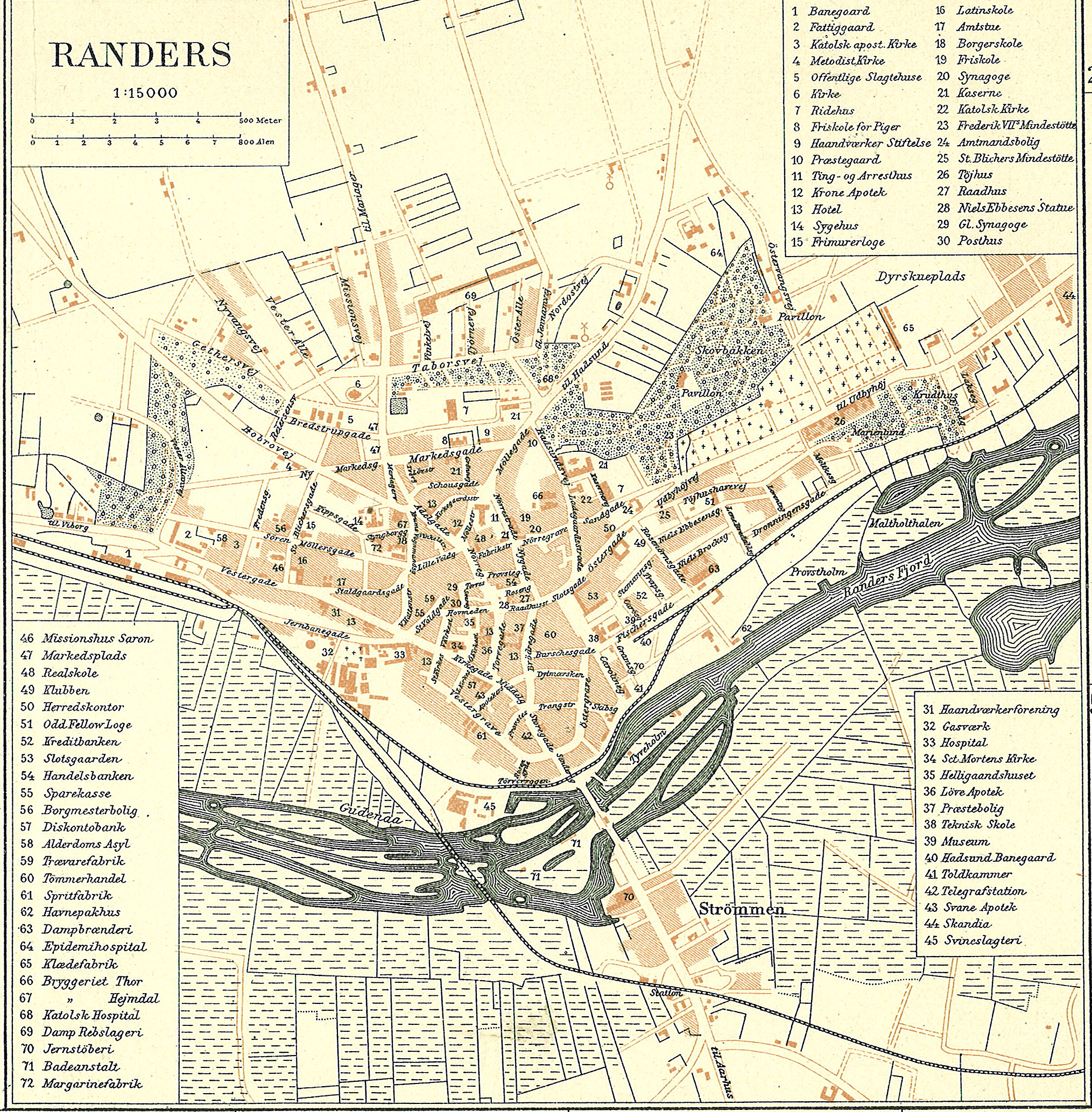
Randers um 1900

Da die neue geplante Strecke nicht realisiert wurde, musste auf der alten Strecke ein zweites Gleis verlegt werden. Diese Baumaßnahme wurde erst in den 1930er Jahren fertig. In diesem Zusammenhang wurde Randers ab 1936 für diese Strecke Durchgangsbahnhof. Die alte Streckenführung Stevnstrup–Neder Hornbæk wurde durch eine große Schleife im Osten ersetzt. Die neue Strecke überquerte nordöstlich von Stevnstrup und südlich von Randers zweimal die Gudenå. So konnten die Züge aus Langå auf der südöstlichen Seite des Bahnhofes in Randers einfahren. Dadurch wurde die Strecke Stevnstrup–Randers um 800 Meter von 5,9 Kilometer auf 6,7 Kilometer verlängert.

## Brücken über die Gudenå in Langå
Die größte technische Anforderung beim Bau der Strecke war die Brücke über die Gudenå bei Langå. Sie war als ein Kastenbrücke gebaut worden. Im Deutsch-Dänischen Krieg von 1864 sprengten die Preußen die Brücke. Dies dauerte vier Tage und drei Sprengungen, bevor die Brücke nicht mehr passierbar war. Die Bahnreisenden mussten ab diesem Zeitpunkt 1 ½ Jahre über den Fluss übergesetzt werden. Die Brücke war Eigentum der englischen Erbauer, so dass die Deutschen die neue Brücke, die am 13. März 1866 eingeweiht wurde, bezahlen mussten.
1908 wurde die Strecke Laurbjerg–Silkeborg eröffnet, der erste Teil der Diagonalbanen. In diesem Zusammenhang wurde der Abschnitt zwischen Langa und Laurbjerg zweigleisig ausgebaut. Über den Fluss wurden zwei neue Gitterbrücken etwas weiter westlich errichtet, während das Gleis über die alte Brücke als Rangiergleis weiter benutzt wurde.

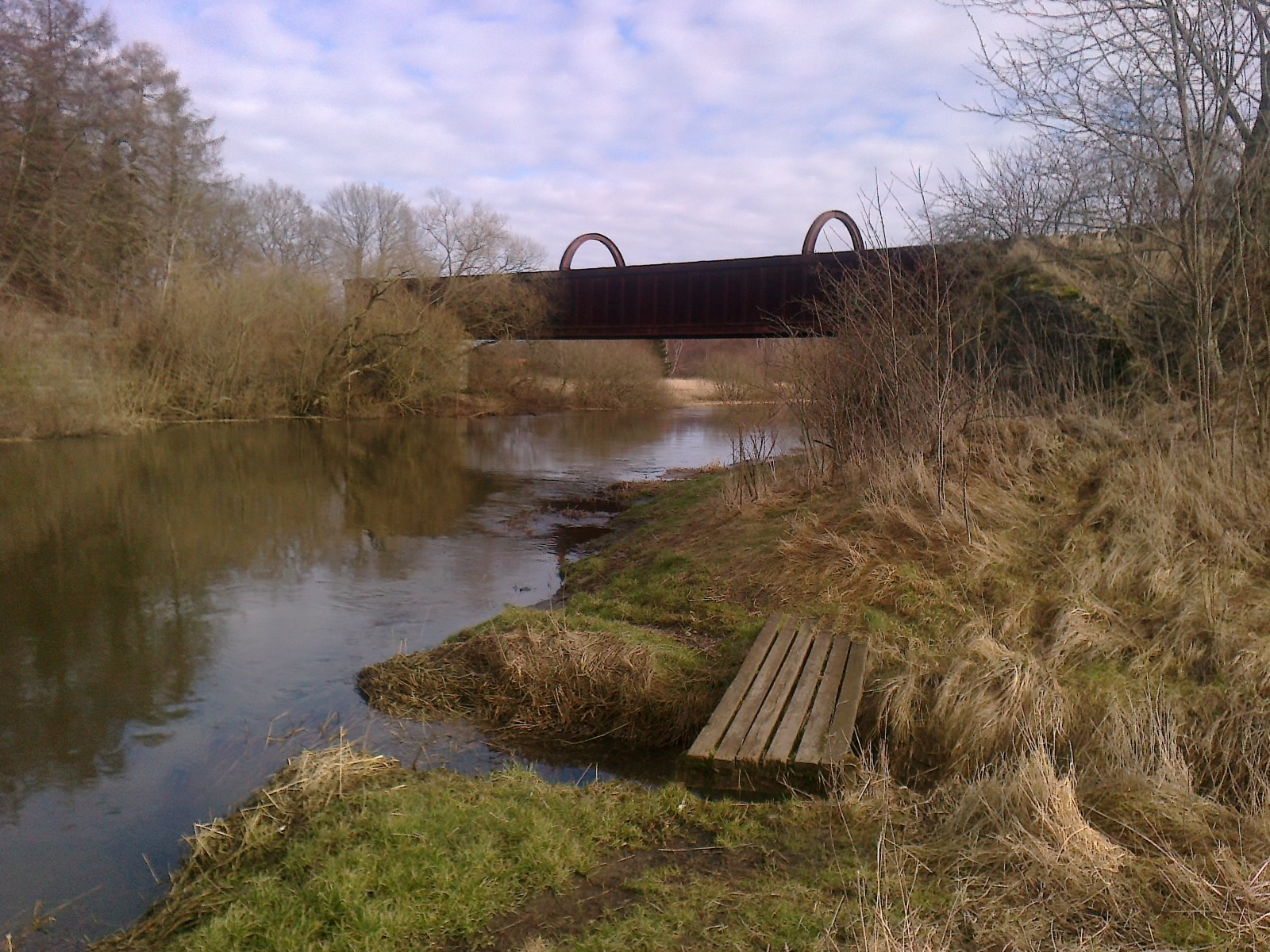
Kastenbrücke von 1866
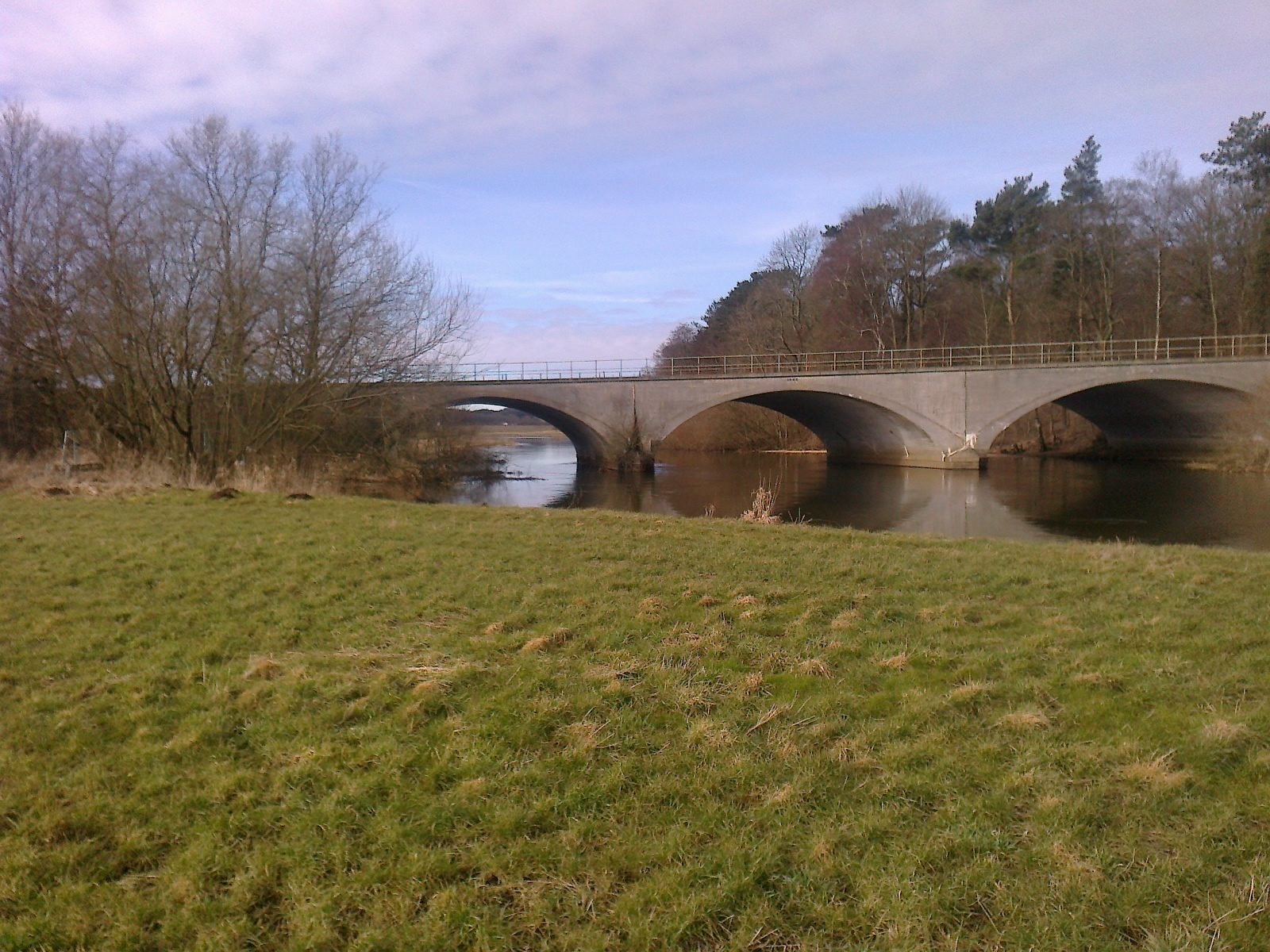
Betonbrücke von 1948

Nach der Sprengung der Brücken (dänisch Langåbrosprængningerne) während des Zweiten Weltkrieges 1943 dauerte es mehrere Monate, um die Gitternbrücken zu reparieren. In dieser Zeit kam die alte Brücke zum Einsatz. Nach nur zwölf Tagen konnte sie verwendet werden. Die Gitterbrücken hatten jedoch einen dauerhaften Schaden erlitten und mussten in der Mitte des Flusses gestützt werden. Zudem gab es ständig Probleme mit den engen Kurven im Tal des Lilleå westlich von Hadsten. Ab 1944 wurde der Bahndamm auf einer Länge von 2,5 km ab Laurbjerg westlich des Lilleå verlegt.
1948 war diese Baumaßnahme abgeschlossen und die neue Betonbrücke fertiggestellt. Zusammen mit dem neuen Damm hatte die Strecke jetzt einen viel größeren Krümmungsradius. Nach entsprechenden Umbaumaßnahmen im Bahnhof Langå konnte die Streckengeschwindigkeit 1952 auf diesem Abschnitt und durch den Bahnhof von 50 auf 120 km/h erhöht werden. Im gleichen Jahr wurden die Gitterbrücken abgerissen.
Die alte Kastenbrücke wurde 1998 als Baudenkmal eingestuft und führt jetzt einen Fahrrad- und Fußgängerweg zwischen Laurbjerg und Langå über die Gudenå. Die Reparaturen nach der Sprengung von 1943 sind noch zu sehen.

## Die Blaue Brücke
Die Bahnstrecke Randers–Ryomgård wurde ursprünglich über eine eigene Brücke in Richtung Südosten vom Bahnhof Randers über die Gudenå geführt. Die erste Brücke wurde beim Streckenbau 1876 aus Holz gebaut und 1897 durch eine Stahlgitterbrücke, die blå Bro genannt wurde, ersetzt. Diese Brücke besaß vier Türme, zwei auf jeder Uferseite. 1969 waren diese Türme baufällig und wurden abgerissen. Der Personenverkehr auf der Strecke wurde 1971 eingestellt.
Die Brücke besaß eine Achslast von 16 Tonnen. Um diese Achslast auf der Strecke zu erhöhen, wurde am 22. Januar 1991 südlich der Gudenå eine Abzweigstelle in Betrieb genommen, über die bis zur Stilllegung der Strecke Randers–Ryomgård 1993 Güterzüge geführt wurden. Die Brücke steht unter Denkmalschutz und wird nur noch von Fußgängern und Radfahrern genutzt.

## Verkehr
Die Strecke ist die Hauptstrecke durch den östlichen Teil Jütlands. Die Züge von Esbjerg und Struer verwendeten sie ab Laurbjerg und Langa und hatten ihre Endstation in Randers, wo die Betriebswerkstätte für die Fahrzeuge bestand. Vor allem nach der Schließung der Diagonalbanen verlagerte sich der Verkehr von und nach Struer nach Aarhus. Im Zusammenhang mit der Modernisierung der Signaltechnik von 1978 bis 1979 wurde ein Teil der Bahnhöfe geschlossen. Die Strecke war eine der ersten mit Intercity-Zügen, seit 1979 fahren Regionalzüge zwischen Århus und Struer im Stundentakt.
Seit Januar 2003 befahren sowohl Arriva als auch DSB den Streckenabschnitt Aarhus–Langå im Personenverkehr. Die Strecke Langå–Randers wird ausschließlich durch DSB bedient.
Gemäß einer Ausschreibung des Transport-, Bygnings- og Boligministeriet (deutsch Ministeriums für Verkehr, Bau und Wohnungswesen) für die Durchführung des Regionalverkehrs in Dänemark durch private Anbieter wurde ab Dezember 2020 die Vergabe der Zugleistungen zwischen Aarhus und Langå per Vertrag über acht Jahre festgeschrieben.

## Reste der alten Trasse
Sowohl auf dem Abschnitt Laurbjerg–Langå sowie zwischen Stevnstrup–Neder Hornbæk sind Reste der alten Bahntrassen zu finden.

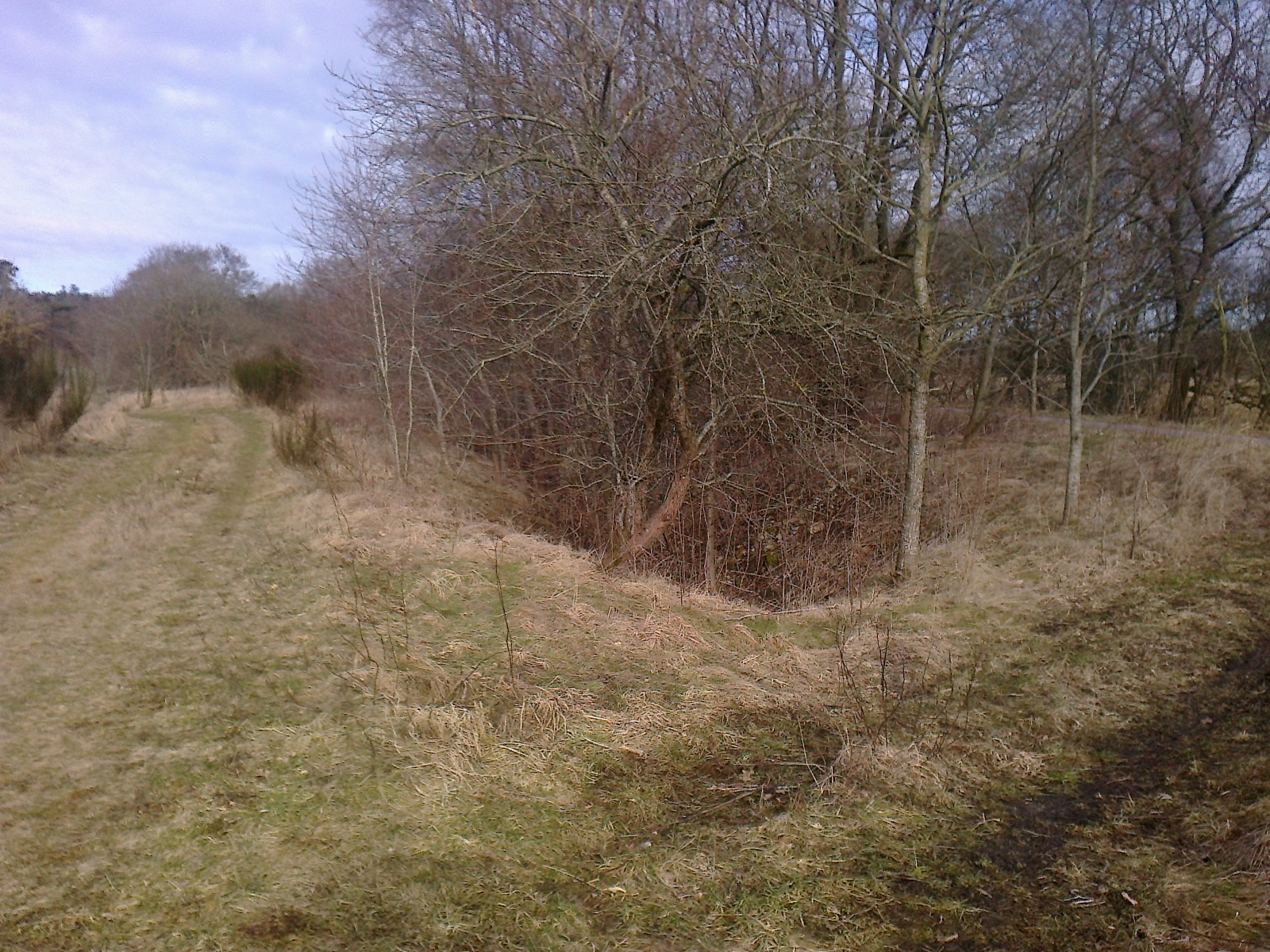
Die alten Bahndämme südlich von Langå, wo die Zufahrten zu den ehemaligen Brücken erkennbar sind
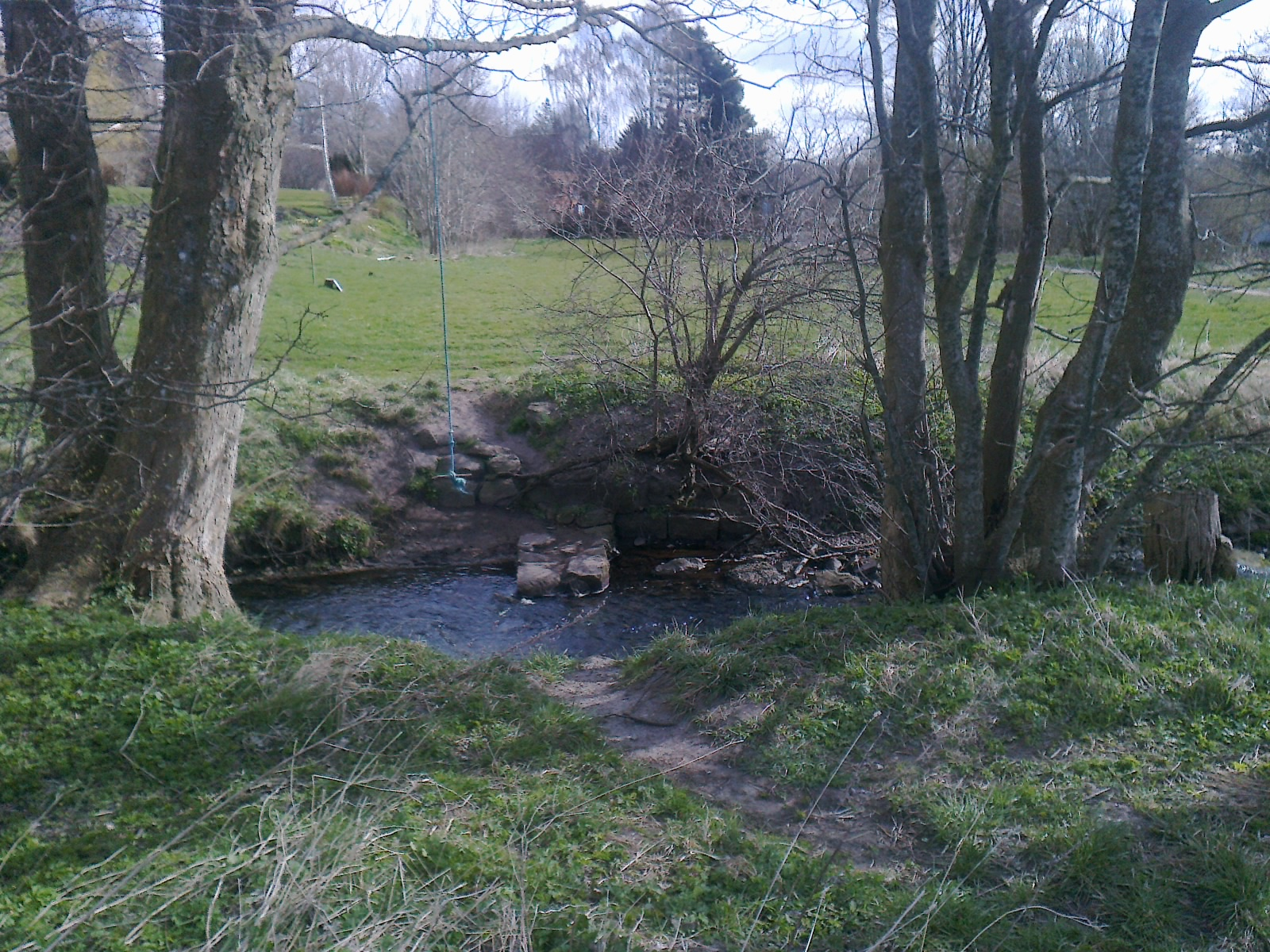
Im Laufe des Baches Svejstrup Bach ist noch ein Granitquader einer kleinen Brücke zu finden